# Peratophyga venetia
Peratophyga venetia är en fjärilsart som beskrevs av Swinhoe 1902. Peratophyga venetia ingår i släktet Peratophyga och familjen mätare. Inga underarter finns listade i Catalogue of Life.